# 海墘新路
《海墘新路》（英語：You Mean the World to Me）是一部2017年马来西亚半传记電影，以1970年代的槟城為背景，是大马第一部槟城福建话为媒介语的电影。本片由苏忠兴執導，以2014年他所編導的的舞台劇為基礎。片名「海墘新路」是檳城乔治市「Victoria Street」的中文路名。

## 发展
電影的腳本是根據蘇導演的家族歷史和他跟母親間疏遠的關係而寫。腳本完成後，蘇導演想要把他拍成電影，但他缺乏資金。於是他將腳本呈給有興趣的單位，希望他們能資助，但他們都希望電影能改以華語上映而遭到蘇導演的拒絕。 因此他決定先把劇本以舞台劇的方式呈現。以"海墘新路"為名的舞台劇，2014年時在馬來西亞聯合國世界遺產城市慶典開演。
舞台劇的成功幫助他取得拍攝電影的資金。
由于本片涉及到自杀内容，因此电检局被判这部电影为18禁，意指18岁以下者不可观看。

### 音乐
电影主题曲为"感謝妳 (Kám-siā-lú)"，由台湾歌手赵传演唱。
作曲：雷振光（Andrew Lui）、
莊蔚義（David Koon ）
作词：曾麗婕（Selina Tseng）

## 演员
- 楊雁雁饰演阿Hoon
- 叶良财（Steve Yap）饰演父亲
- 伍家丽（Chelsia Ng）饰演Vivian
- 梁瑞玲（Swee Lin Neo）饰演Chen（Sunny母亲）
- 李洺中（Frederick Lee）饰演Sunny
- 郭志利（Gregg Koay）饰演年幼版Sunny
- 黄毓敏饰演少年版阿Hoon
- 陈爱碹（Ai Suan Tan）饰演老年Vivian
- 陈浚（John Tan）饰演Ah Boy
- 秦顺薏（Evan Chin）饰演青年Grace
- 陈淑丽（Gregg Koay）饰演老年Grace
- 张骁晶（Chin Teo）饰演阿Cheng妹妹

## 獎項
| 頒獎典禮                 | 獎項           | 名單     | 結果 |
| ------------------------ | -------------- | -------- | ---- |
| 第二十九届马来西亚电影节 | 最佳電影       | 海墘新路 | 提名 |
| 第二十九届马来西亚电影节 | 最佳導演       | 苏忠兴   | 提名 |
| 第二十九届马来西亚电影节 | 最佳编剧       | 苏忠兴   | 獲獎 |
| 第二十九届马来西亚电影节 | 最佳摄影       | 杜可风   | 提名 |
| 第二十九届马来西亚电影节 | 最佳男主角     | 李洺中   | 提名 |
| 第二十九届马来西亚电影节 | 最佳女主角     | 杨雁雁   | 提名 |
| 第二十九届马来西亚电影节 | 最佳男配角     | 徐世顺   | 提名 |
| 第二十九届马来西亚电影节 | 最佳女配角     | 梁瑞玲   | 提名 |
| 第二十九届马来西亚电影节 | 最具潜质男演员 | 陈浚     | 獲獎 |
| 第二十九届马来西亚电影节 | 最佳电影配乐   | 庄慰义   | 獲獎 |